# Cinema del Marroc

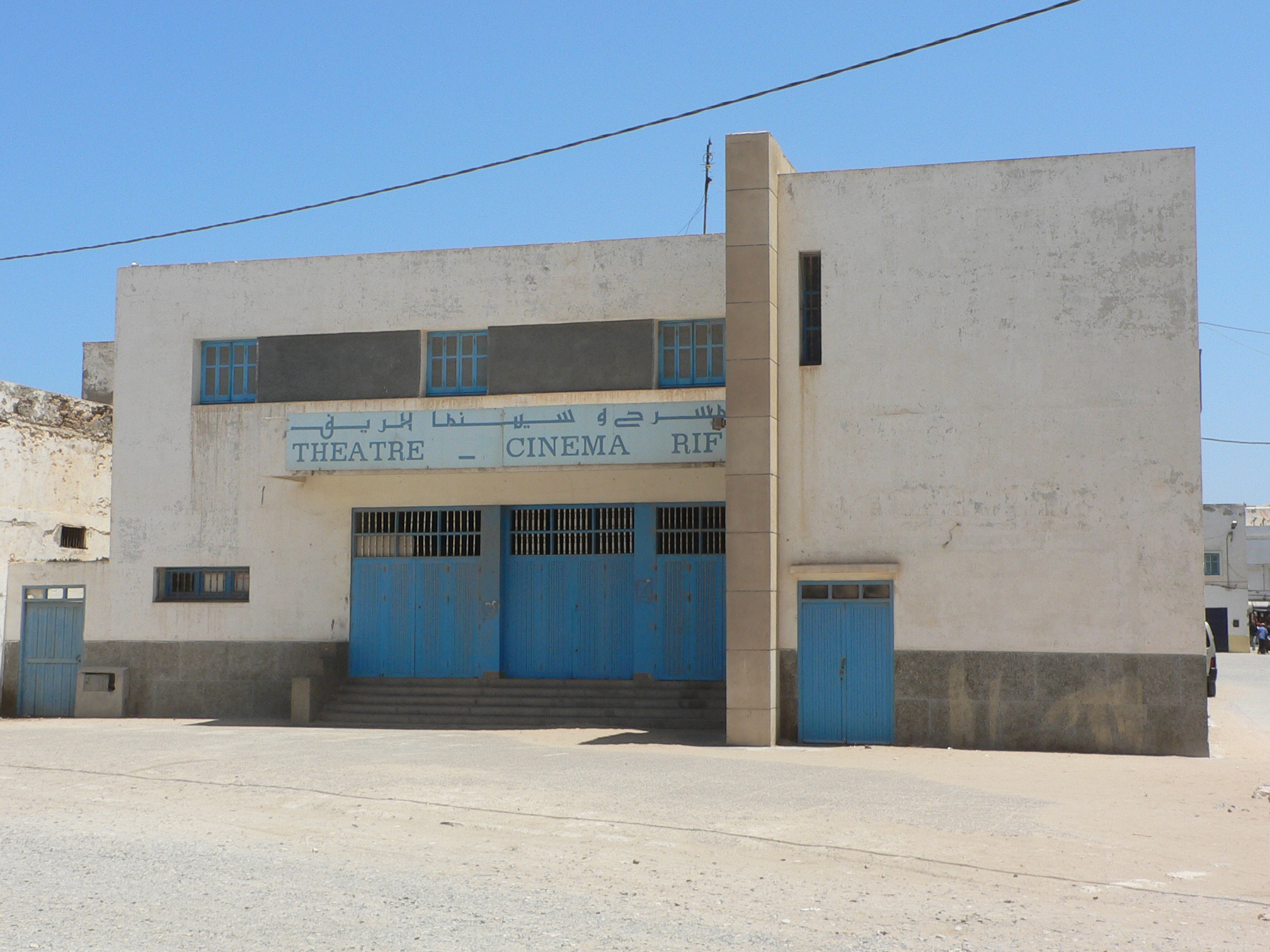
Cinema Rif a Essaouira

La història del cinema del Marroc es remunta a Le Chevrier marocain de Louis Lumière, el 1897. Durant el protectorat francès, es van produir i dirigir pel·lícules per cineastes francesos, i el 1952, Orson Welles va dirigir el seu Othello a la ciutat històrica d'Essaouira. Des de la independència, el 1956, els directors i productors de cinema marroquins han produït un nombre creixent de pel·lícules, algunes de les quals han tingut un èxit internacional creixent.

## Història
El cinema al Marroc té una llarga història, que es remunta a més d'un segle fins al rodatge de Le chèvrier Marocain de Louis Lumière el 1897. Entre aquesta època i el 1944, moltes pel·lícules estrangeres van ser rodades al país, especialment a la zona d'Ouarzazate.
A la primera meitat del segle xx, Casablanca tenia moltes sales de cinema, com ara Cinema Rialto, Cinema Lynx i Cinema Vox, el més gran d'Àfrica al època en què es va construir.
Salut Casa! (1952) va ser una pel·lícula de propaganda que mostrava el suposat triomf colonial de França en la seva missió civilitzadora a la ciutat.
El 1944 es va establir el Centre Cinematogràfic Marroquí (CCM), l'organisme regulador de la pel·lícula de la nació. També es van obrir estudis a Rabat.
El 1952 l'Othello d'Orson Welles va guanyar la Palma d'Or al Festival de Cinema de Canes sota bandera marroquina. Tanmateix, els músics del festival no van tocar l'himne nacional marroquí, ja que ningú assistent sabia què era. Sis anys més tard, Mohammed Ousfour crearia la primera pel·lícula marroquina, Le fils maudit.
L'any 1968 es va celebrar el primer Festival de Cinema Mediterrani del Marroc a Tànger. En les seves edicions actuals, l'esdeveniment se celebra a Tetuan. Aquest festival va ser seguit el 1982 amb el primer festival nacional de cinema, que es va celebrar a Rabat. El 2001, el Festival Internacional de Cinema de Marràqueix (FIFM) va iniciar el seu festival anual a Marràqueix.
La pel·lícula de Mostafa Derkaoui de 1973 De quelques événements sans signification (àrab: أحداث بلا دلالة, Aḥdāṯ bilā dalāla) es va projectar dues vegades al Marroc abans que fos prohibida sota Hassan II.
Un amour à Casablanca d'Abdelkader Lagtaâ (1991), protagonitzada per Abdelkarim Derqaoui i Muna Fettou, va ser una de les primeres pel·lícules marroquines que va tractar les complexes realitats del Marroc i va representar la vida a Casablanca amb versemblança. La pel·lícula de Bouchra Ijork de 2007 L'Orange amère va aconseguir un gran suport entre els espectadors marroquins. Casanegra (2008) de Nour-Eddine Lakhmari descriu les dures realitats de les classes treballadores de Casablanca. Les pel·lícules Ali Zaoua (2000), Les Chevaux de Dieu (2012), Much Loved (2015), i Ghazzia (2017) de Nabil Ayouch, director francès d'ascendència marroquina, tracta de la delinqüència al carrer, el terrorisme i els problemes socials a Casablanca, respectivament. Els esdeveniments a la pel·lícula de Meryem Benm'Barek-Aloïsi del 2018 Sofia gira al voltant d'un embaràs il·legítim a Casablanca. Hicham Lasri i Said Naciri també de Casablanca..
El 2021 Haut et Fort es va convertir en la primera pel·lícula marroquina seleccionada per competir per la Palma d'Or des de 1962.
Atlas Studios a Ouarzazate és un gran estudi cinematogràfic.
El Festival Internacional de Cinema de Marràqueix es va celebrar per primera vegada l'any 2001.
Al seu llibre La septième porte, el poeta, novel·lista i cineasta Ahmed Bouanani (1938-2011) recorre vint-i-quatre anys d'història del cinema marroquí. Tal com descriu la crítica literària i editora Kenza Sefrioui, que va editar la història personal del cinema de Bouanani al Marroc, l'autor «explica escenaris, detalla l'atmosfera de les escenes, dona fe de la recepció i es presenta com a un comentarista sovint irònic, de vegades humorístic, en diàleg amb el seu lector.»"

## Indústria cinematogràfica al Marroc

### Directors
El Marroc ha conegut una primera generació de directors als anys 70-90. Van participar en el desenvolupament de la indústria cinematogràfica al Marroc. Els cineastes destacats són Hamid Bénani (Wechma, Traces, 1970), Souheil Ben Barka (Les Mille et une Mains, 1974), Moumen Smihi (El Chergui ou le Silence violent, 1975), Ahmed El Maânouni (Alyam, Alyam, 1978 ; Transes (Al Hal), 1981; Les Cœurs brûlés, 2007), Jillali Ferhati (Poupées de roseau, 1981; La Plage des enfants perdus, 1991), Mustapha Derkaoui (Les Beaux Jours de Shéhérazade, 1982) ; Farida Benlyazd (Une porte sur le ciel, 1988), Saâd Chraïbi (Chronique d'une vie normale, 1990), Mohamed Abderrahmane Tazi (Badis, 1989 ; À la recherche du mari de ma femme, 1993), Abdelkader Lagtaâ (Un amour à Casablanca, 1992 ; La Porte close, 1998), Hakim Noury (Le Marteau et l'Enclume, 1990), Hassan Benjelloun (La Fête des autres, 1990)
Aproximadament des de l'any 2000, una generació més jove de cineastes marroquins ha pres el relleu. Alguns dels seus noms destacats són:
- Nabil Ayouch
- Hisham Lasri
- Narjiss Nejjar
- Faouzi Bensaïdi
- Nour-Eddine Lakhmari
- Doha Moustaquim
- Laïla Marrakchi (el seu primer llargmetratge, Marock, produït el 2004 va ser nominada al Festival de Canes de 2005 en la categoria "Un certain regard").

### Festivals
- Festival Internacional de Cinema de Marràqueix
- Festival national du film
- Festival Internacional de Cinema de Dones de Salé

## Censura
Fins i tot després de les reformes de modernització política de la dècada de 2010 (que van provocar notablement la nova constitució de 2011), la censura persisteix al Marroc. Exodus: Gods and Kings de Ridley Scott va ser censurada per motius religiosos pel partit islamista, la pel·lícula va obtenir un segon visat d'explotació després que es van eliminar escenes; mentre que Much Loved de Nabil Ayouch va ser censurada pel Ministeri de Comunicació del Marroc per escenes pornogràfiques, la pel·lícula mostra aspectes de la prostitució al Marroc.
El juny de 2022, el centre cinématographique marocain va prohibir la difusió de la pel·lícula The Lady of Heaven després de la seva condemna pel Conseil supérieur des Oulémas.

## Còmics

### Residents al Marroc
- Latefa Ahrrare
- Driss Aït Jimhi
- Hussein Aït Jimhi
- Sana Akroud
- Sanâa Alaoui
- Said Amel
- Amal Ayouch
- Salima Benmoumen
- Assaad Bouab
- Hassan El Fad
- Rachid El Ouali
- Zineb Ennajem
- Noureddine Ettaouil
- Kenza Fridou
- Nadia Kounda
- Hicham Bahloul
- Sadiaa Ladib
- Mohammed Marouazi
- Amine Nasseur
- Driss Roukhe
- Ahmed Saguia
- Karim Saidi
- Abderrahim Tounsi

### Residents fora (principalment a França)
- Amidou
- Souad Amidou
- Rachid Badouri
- Jamel Debbouze
- Mustapha El Atrassi
- Gad Elmaleh
- Rachida Khalil
- Hicham Nazzal
- Ahmed Sagui
- Saïd Taghmaoui
- Roschdy Zem

## Estructura nacional

### Sindicats i organitzacions professionals
El Centre cinématographique marocain és una institució pública dependent del Ministeri de Cultura per a la promoció, distribució i projecció de pel·lícules al Marroc. La majoria d'altres organitzacions relacionades amb les pel·lícules i els cinemes s'agrupen en cambres empresarials o sindicats, per exemple, la Federació Nacional de Cineclubs o la Cambra Nacional de Productors de Cinema.

### Estudis de cinema
- Estudis ATLAS (Ouarzazate)
- Estudis KAN ZAMANE
- Estudis CINEDINA (Soualem)
- Estudis ESTER ANDROMEDA
- CLA Studios (Ouarzazate)
- Estudis CINECITTA (Ouarzazate)

### Escoles de cinema
El Marroc té tres grans escoles de cinema:
- l'École supérieure des arts visuels de Marrakech (ESAVM) ;
- l'Institut spécialisé dans le métiers du cinéma (ISMC) a Ouarzazate;[21]
- l'Institut supérieur des métiers de l'audiovisuel et du cinéma (ISMAC) a Rabat.